# Episteme antemedialis
Episteme antemedialis är en fjärilsart som beskrevs av Embrik Strand 1912. Episteme antemedialis ingår i släktet Episteme och familjen nattflyn. Inga underarter finns listade i Catalogue of Life.